# Куракин, Иван Семёнович
Князь Иван Семёнович Куракин (ум. 1632) — видный государственный деятель, рында, голова, воевода, наместник и боярин во времена правления Фёдора Ивановича, Бориса Годунова, Смутное время и правление Михаила Фёдоровича.
Из княжеского рода Куракины. Правнук князя Андрея Ивановича, родоначальника княжеского рода Булгаковы, носившего прозвище Курака. Старший сын князя Семёна Дмитриевича Куракина. Имел сестру княжну Марию Семёновну (ум. 1620), вышедшую замуж за кравчего князя Ивана Петровича Буйносова-Ростовского.
Член кружка бояр, произведших свержение с престола нареченного Дмитрия и возведших на престол князя Василия Шуйского.

## Биография
В 1591,1593 и 1597 годах рында и стольник, смотрел в кривой государев стол при представлении Государю цесарских послов. В 1598 году восьмой голова и есаул в царском походе в Серпухов в связи с крымской угрозою. В 1599 году находился при шведском королевиче, в 1600 году при персидском после. В 1604-1605 годах рында при представлении Государю иностранных послов. В 1605 году пожалован в бояре и послан в Тулу осадным, а потом первым воеводою войск правой руки.
В 1606 году воевода в Туле и наместник смоленский, упомянут двадцать четвёртым в Боярской думе. В 1607 году первый воевода в Смоленске. В начале 1608 года действовал против самозванца Лжедмитрия II, участвуя в организации защиты Брянска от войск Лжедмитрия, который подойдя к городу оставил жителей без пропитания, а сам укрепился на другом берегу реки Десна и после боя с мятежниками пошёл к Карачеву. Руководил сторожевым полком в Болховском сражении. В июне 1608 года князь И. С. Куракин первый воевода в битве у Медвежьего брода нанёс поражение войскам Александра Лисовского, наступавшему со значительными силами от Коломны к Москве после успеха, одержанного над Прокопием Ляпуновым, рассеял отряд Александра Лисовского и отбил Коломну.
В 1609 году отправившись с отрядом из Москвы на гетмана Ружинского разбил его и гнал до речки Ходынка, а в Тушинском лагере навёл такой страх, что многие из него побежали.  В 1610 году прислан с войском в Александровскую слободу в сход к боярину и князю Михаилу Васильевичу Скопину-Шуйскому, участвовал в уничтожении разбойничьих шаек Подмосковья, послан к Дмитрову, где одержал победу над поляками взяв город, а после послан воеводою Передового полка в Троице-Сергиев монастырь.
Вместе с князем Ф. И. Мстиславским, после свержения Василия Шуйского, инициатор избрания на трон Русского царства царя из какой-либо европейской королевской фамилии, царственного рода. Был ярым сторонником идеи избрания на царство польского королевича Владислава, а после того, как боярское правительство («семибоярщина»), не находя возможным согласиться на условия, предложенные королём Речи Посполитой Сигизмундом, отказалось от мысли об избрании Владислава, князь Иван Семёнович Куракин перешёл на сторону Сигизмунда III, после чего получил у соотечественников репутацию изменника.
В 1613 году был двенадцатым боярином при избрании на царство Михаила Фёдоровича. В 1615 году первый в ответе с английским послом. В 1615-1620 годах первый воевода в Тобольске.
Умер в 1632 году. Похоронен в Троице-Сергиевом монастыре. Над его могилой был установлен надгробный камень с надписью: "Князь Иван Семёнович Куракин-Булгаков представился 140 (1632) году".
Женат на Гликерии (ум. 1625), погребена с мужем в Троице-Сергиевом монастыре. Над её могилой также был установлен надгробный памятник с надписью: "Князя Ивана Семёновича Куракина княгиня Гликерья представилась 133 (1625) году января в 18 день".
По родословной росписи брак показан бездетным.

## Архивные данные
О «старинных родовых и купленых вотчинах» в Лахоцком стане Ростовского уезда Ивана Семеновича Куракина из Писцовой книги поместных и вотчинных земель Ростовского уезда письма и меры князя Андрея Никитича Звенигородского и дьяка Михаила Бухарова (1629—1631) :
«А Всего за боярином за князем Иваном Семеновичем Куракиным в старинных вотчинах два села да тритцать две деревни, да починок живущие, да сорок одна пустошь, да пять пустошей припущено в пашню.[…] А государевых жалованных вотчинных грамот и никаких вотчинных крепостей села Пружинина боярина князя Ивана Семеновича Куракина люди и крестьяне перед писцов не положили. […] А крепостей подлинных, сказали, не ведают, потому что по государеву указу боярин, де, их в Галиче, а их слуг и крестьян, к нему не пускают и писмом, де, с ним никаким ссылатца не велено, и крепостей, де, им взять негде.»